# James Lankford

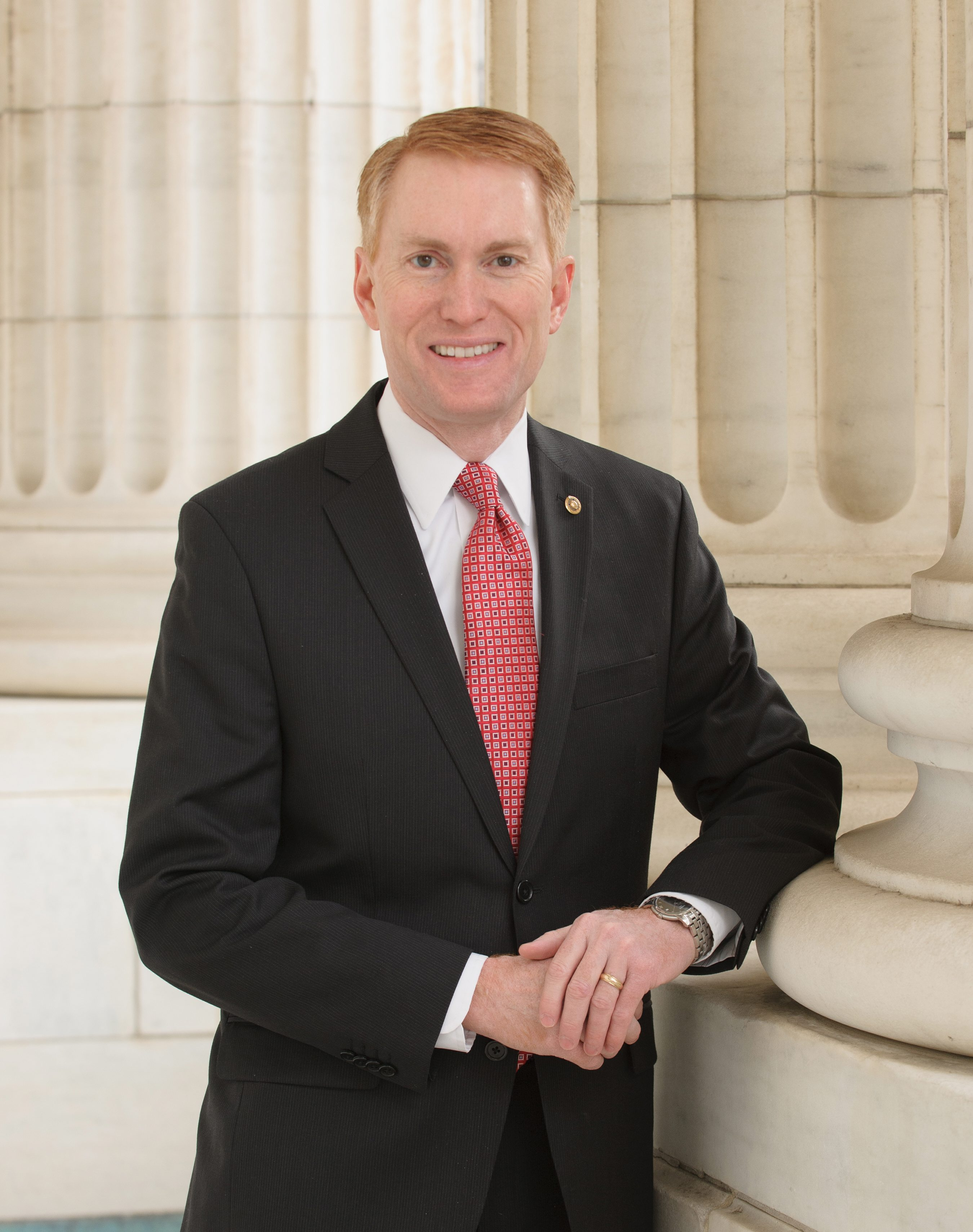
Foto oficial do senador James Lankford.

James Paul Lankford (Dallas, 4 de março de 1968) é um político norte-americano filiado no Partido Republicano. É o senador júnior do estado de Oklahoma desde 3 de janeiro de 2015. Entre 2011 a 2015, foi membro da Câmara dos Representantes dos Estados Unidos pelo 5º distrito de Oklahoma.

## Biografia
Ele estudou o ensino secundário (com especialização em fala e história) na Universidade do Texas em Austin e obteve um Bacharelado em Ciências em 1990, depois estudou teologia no Seminário Teológico Batista do Sudoeste em Fort Worth, Texas e obteve um Mestrado em Divindade em 1994.  Ele foi então ordenado pastor pela Convenção Batista do Sul. 

### Ministério
Em 1996, ele se tornou presidente do Falls Creek Baptist Conference Center, operado pela Convenção Geral Batista de Oklahoma, até 2009. 